# Amt Augustusburg
Das Amt Augustusburg war eine territoriale Verwaltungseinheit des Kurfürstentums Sachsen. Die Ursprünge des Amts lagen in der Pflege Schellenberg. Der 1568 begonnene Neubau des Schlosses an der Stelle der alten Burg Schellenberg wurde Schloss Augustusburg genannt. Dieser Name übertrug sich im Jahr 1590 auch auf das Amt. 
Bis zum Ende der sächsischen Ämterverfassung im Jahr 1856 bildete es den räumlichen Bezugspunkt für die Einforderung landesherrlicher Abgaben und Frondienste, für Polizei, Rechtsprechung und Heeresfolge. 

## Geographische Ausdehnung
Das Kerngebiet des Amts Augustusburg befand sich östlich der Stadt Chemnitz im heutigen Landkreis Mittelsachsen und im Nordosten des Erzgebirgskreises. Das Amt lag im Mündungsgebiet der Flöha in die Zschopau. Die später
hinzugekommenen Gebiete des Amts Lichtenwalde und des Ritterguts Neusorge lagen nördlich von Augustusburg. Zum größten Teil befanden sie sich westlich der Zschopau. Die Exklave Gelenau lag westlich von Amt Augustusburg im Amt Wolkenstein.

## Angrenzende Verwaltungseinheiten
Folgende Ämter grenzten an das Kerngebiet des Amts Augustusburg:
| Amt Lichtenwalde | Amt Frankenberg-Sachsenburg                 | Amt Nossen        |
| Amt Chemnitz     | Kompassrose, die auf Nachbargemeinden zeigt | Kreisamt Freiberg |
|                  | Amt Wolkenstein                             | Amt Lauterstein   |

## Geschichte

### Pflege Schellenberg
Die Ursprünge des Amts liegen in der reichsunmittelbaren Herrschaft Schellenberg. 1206 wurde die Burg Schellenberg das erste Mal urkundlich erwähnt. Im Zeitraum von 1275 bis 1293 kam es zu einer Fehde zwischen Heinrich und Ulrich von Schellenberg und dem Kloster Altzella bei Nossen. Dieser als Schellenberger Fehde bezeichnete Streit endete 1319 mit der Verwüstung der Altzellaer Klostergüter durch Heinrich von Schellenberg.
Daraufhin kam es zur Ächtung der Reichsministerialen von Schellenberg und zum Einzug ihres Besitzes. Die Herrschaft gelangte somit im Jahr 1324 in den Besitz des Markgrafen von Meißen und trug seitdem als markgräfliches Amt die Bezeichnung Pflege Schellenberg. 1332 belehnte der Markgraf von Meißen den Ritter Friedrich von Honsberg mit der Burg Schellenberg. 
Die Orte um die Stadt und Burg Zschopau waren ursprünglich eine eigene Herrschaft, die ab 1349 Lehen der Markgrafen von Meißen war und zuletzt den Herren von Waldenburg gehörte. 1456 kam sie an den sächsischen Kurfürsten und wurde unter die Verwaltung der Pflege Schellenberg gestellt.
Seit der Leipziger Teilung 1485 gehörte die Pflege Schellenberg zur albertinischen Linie der Wettiner.

### Amt Augustusburg
In den Jahren 1568 bis 1573 ließ Kurfürst  August die mittelalterliche Burg Schellenberg abreißen und an deren Stelle das nach ihm benannte repräsentative  Schloss Augustusburg errichten. Anlass für den Bau des Schlosses war der Sieg über die Ernestiner in den Grumbachschen Händeln, wodurch die Vormachtstellung der Albertiner in Mitteldeutschland gefestigt wurde. 1590 wurde der Name „Augustusburg“ auch auf das bisherige „Amt Schellenberg“ übertragen. 1610 wurde die Herrschaft Neusorge von der Familie von Schönberg an den Kurfürsten Christian II. veräußert. Das Rittergut mit den zugehörigen Orten wurde dem Amt Augustusburg angegliedert. Die beiden Amtsgebiete waren territorial durch die Ämter Lichtenwalde und Frankenberg–Sachsenburg voneinander getrennt.
1783 ging die Verwaltung des ehemals eigenständigen Amts Lichtenwalde vom Amt Frankenberg-Sachsenburg auf das Amt Augustusburg über. Für einige Verwaltungsbereiche blieb das Amt Frankenberg-Sachsenburg weiterhin zuständig. Durch die Umgliederung des Amts Lichtenwalde war das Gebiet der Herrschaft Neusorge mit dem Augustusburger Kerngebiet über das Amt Lichtenwalde territorial verbunden.
1832 wurden die unter der Verwaltung des Ritterguts Neusorge stehenden Orte dem Amt Frankenberg-Sachsenburg zugeordnet. Die bisher als Exklaven zum Amt Rochlitz gehörigen Orte Auerswalde (Rochlitzer Anteil) und Nieder-Garnsdorf im Chemnitztal kamen hingegen im Jahr 1832 zum Amt Augustusburg. Ab 1782 wurde das Amt Augustusburg in ein Justiz- und ein Rentamt getrennt. Die Aufgaben des Justizamtes übernahm 1856 das Gerichtsamt Augustusburg, das 1879 vom Amtsgericht Augustusburg abgelöst wurde. Das Rentamt wurde 1865 aufgelöst.

## Zugehörige Orte

### Pflege Schellenberg bzw. Amt Augustusburg
Städte
- Stadt Schellenberg (1899 in Augustusburg umbenannt)
- Oederan (Bergstadt)
- Zschopau (Bergstadt)

Dörfer
| - Bernsdorf - Börnichen/Erzgeb. - Börnichen bei Oederan - Borstendorf mit Floßmühle - Breitenau - Dorfschellenberg - Eppendorf - Erdmannsdorf - Euba - Falkenau | - Flöha - Gahlenz - Gelenau (Südseite, Exklave) - Görbersdorf - Gornau - Großwaltersdorf - Grünberg - Grünhainichen - Hartha - Hetzdorf | - Hennersdorf - Hohelinde - Hohenfichte - Kleinhartmannsdorf - Krumhermersdorf - Kunnersdorf - Leubsdorf - Marbach - Memmendorf - Metzdorf | - Neuhohelinde (um 1820 entstanden) - Neunzehnhain - Plaue - Porschendorf - Schönerstadt - Thiemendorf - Waldkirchen - Witzschdorf - Zschopenthal |

Der Ort Hammerleubsdorf wurde erst um 1875 und die Werksiedlung Wilischthal erst 1905 gegründet. Die Werksiedlung Lößnitztal entstand ebenfalls erst im 19. Jahrhundert.
Folgende Orte gehörten ursprünglich auch zum Amtsgebiet:
- Altenhain  (nach 1550 zum Amt Frankenberg-Sachsenburg)
- Erfenschlag (nach 1550 zum Amt Wolkenstein)
- Kirchbach (nach 1764 zum Kreisamt Freiberg)
- Rittergut Wingendorf  mit Wingendorf und Frankenstein (vor 1551 und ab 1696 zum Kreisamt Freiberg)

Burgen, Schlösser und Rittergüter
- Schloss Augustusburg
- Schloss Wildeck in Zschopau
- Rittergut Börnichen
- Lehngut Euba
- Rittergut Erdmannsdorf
- Rittergut Hohenfichte

### Amt Lichtenwalde (1794 zum Amt Augustusburg)
Dörfer
| - Auerswalde - Braunsdorf - Ebersdorf - Garnsdorf - Gückelsberg | - Lichtenwalde - Merzdorf - Niederlichtenau - Niederwiesa - Oberlichtenau | - Oberwiesa - Ortelsdorf - Ottendorf |

Schlösser
- Schloss Lichtenwalde

### Herrschaft Neusorge (1610–1832 zum Amt Augustusburg)
Dörfer
| - Altmittweida (Anteil Rittergut Neusorge) - Biensdorf - Dreiwerden - Erlau (Anteil Rittergut Neusorge) (Exklave) - Frankenau (Exklave) | - Krumbach - Schönborn - Ober-Thalheim (Exklave) - Zschöppichen |

Schlösser
- Schloss Neusorge

## Amtleute
- Hans Baier, Amtsschösser 1554/1560
- Urban Schmid, Amtsschösser 1567/1584